# Société des Amis des Noirs

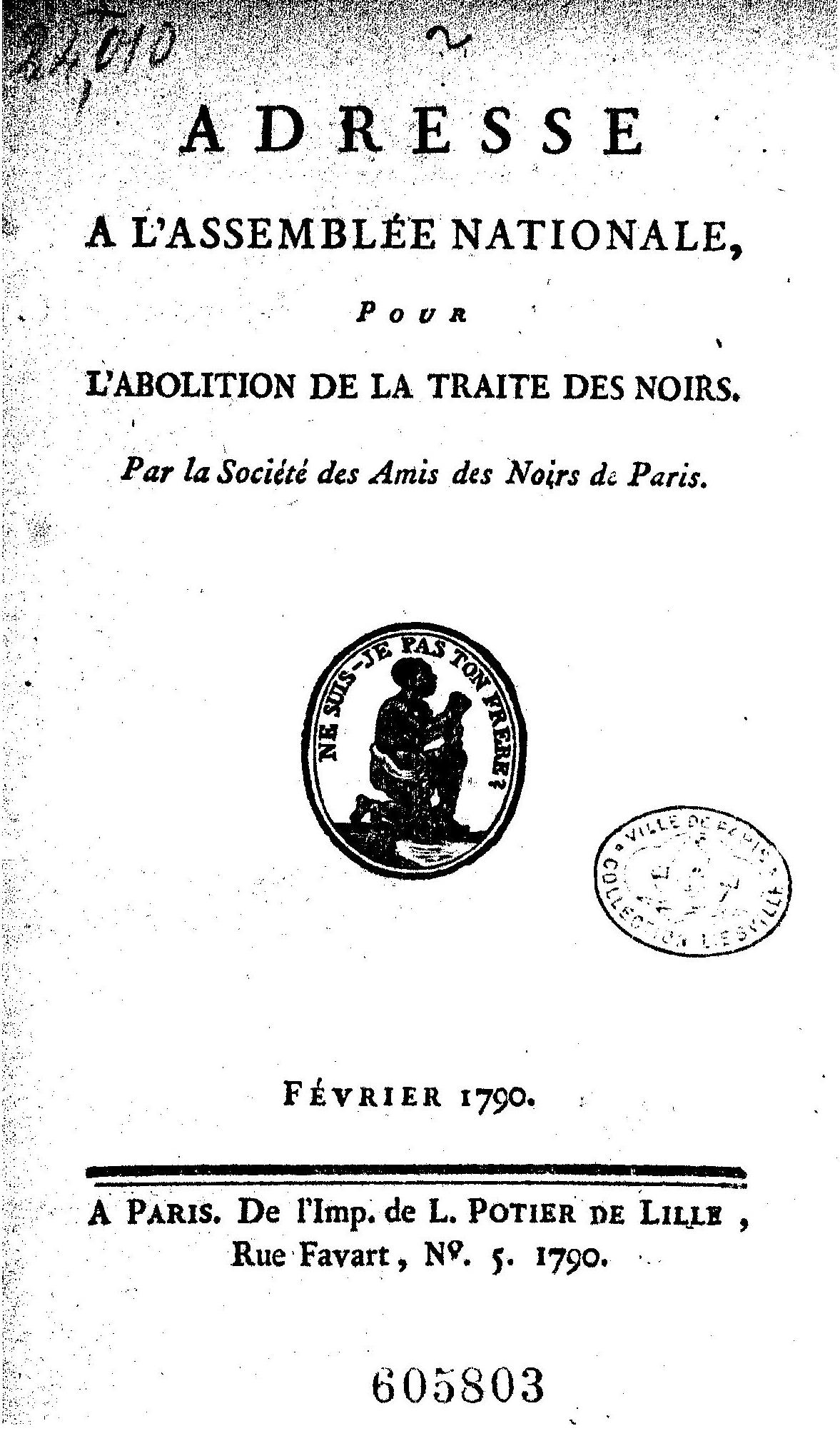
Titelseite einer Adresse der Société des Amis des Noirs an die Nationalversammlung im Februar 1790

Die Société des Amis des Noirs (deutsch Gesellschaft der Freunde der Schwarzen) war eine Gruppe französischer Bürger, die sich gegen den Sklavenhandel und für die Rechte freier Dunkelhäutiger, der sogenannten Gens de couleur, einsetzte. Sie wurde am 19. Februar 1788 von Jacques Pierre Brissot zusammen mit dem Genfer Bankier Étienne Clavière und dem Comte de Mirabeau gegründet. Die 1787 in London gegründete Society for Effecting the Abolition of the Slave Trade fungierte dabei als unmittelbares Vorbild. Anfang 1789 hatte die Gesellschaft 141 Mitglieder.

## Probleme und Ziele
Die Nationalversammlung stellte fest, dass die Erklärung der Menschen- und Bürgerrechte nicht auf französische Kolonien ausgedehnt werden könne. Die Beseitigung der Sklaverei würde der französischen Wirtschaft schaden.
Die Amis befürworteten dagegen Freiheit auch in den französischen Kolonien.
Wie aus Marquis de Condorcets Programm hervorgeht, hatte die Gesellschaft klar die Abschaffung der Sklaverei zum Ziel, anders als Thomas Clarkson und die britische Abolitionistenbewegung, die zunächst nur gegen den Sklavenhandel agierte.

## Ergebnis
Als Reaktion auf die Société des Amis des Noirs gründeten weiße Befürworter der Sklaverei, in der Regel französische Kolonisten, im Juli 1789 den Club Massiac. Diese Gruppe konnte auf Einnahmen aus Sklavenhalterkolonien zurückgreifen und so ihre Ziele in der Bevölkerung wirksam propagieren. Trotzdem gelang es den Amis im März 1790, die Nationalversammlung zu bewegen, ein Comité des Colonies zu gründen, das sich jedoch hauptsächlich aus Merkantilisten und Vertretern des Handels aus Bordeaux, Nantes und Le Havre zusammensetzte.
Bei Ausbruch der Haitianischen Revolution, die 1791 mit einem Sklavenaufstand begann, und wegen der Krise der Ersten Französischen Republik (mit Beginn der Koalitionskriege) verringerte die Société des Amis des Noirs ihre Aktivitäten. Sie publizierte noch bis 1793 Aufrufe und Artikel in Zeitungen wie Patriote françois, L’Analyse des papiers anglais, Le Courrier de Provence, La chronique de Paris.

## Bekannte Mitglieder
- Jacques Pierre Brissot
- Comte de Mirabeau
- Étienne Clavière
- Jean-Louis Carra
- Marquis de Condorcet
- Henri Grégoire
- Marquis de La Fayette
- Louis-Alexandre de La Rochefoucauld (d’Enville)
- Jérôme Pétion de Villeneuve